# Komunar (Krasnodar)
Komunar (en ruso: Коммунар) es un posiólok del raión de Kushchóvskaya del krai de Krasnodar, en Rusia. Está situado en la orilla izquierda del río Kugo-Yeya, afluente del Yeya, 23 km al noroeste de Kushchóvskaya y 180 km al norte de Krasnodar, la capital del krai. Tenía 353 habitantes en 2010
Pertenece al municipio Novomijáilovskoye.